# Guardia Real (Canción de hielo y fuego)
La Guardia Real es una institución ficticia de la saga de libros Canción de hielo y fuego del escritor estadounidense George R. R. Martin. La Guardia Real es la guardia personal del rey y su familia, y sus miembros juran proteger la vida y el honor del rey aún a costa de la suya propia y a perpetuidad. Todos sus miembros juran no tomar posesiones, ni tierras, ni esposas ni hijos.

## Historia
La Guardia Real fue fundada por Aegon el Conquistador después de ser coronado como Rey de los Siete Reinos. La Guardia Real se creó por la sugerencia de la reina Visenya Targaryen, la cual deseaba crear una orden de guerreros dedicada únicamente a la protección de la familia real. De esa manera, Aegon creó una orden de guerreros experimentados cuyo único objetivo fuera la protección del rey y su familia, sin que juraran lealtad a otra casa, orden o señor. Sus miembros suelen estar compuestos por algunos de los mejores guerreros de los Siete Reinos y uno de sus requisitos es que deben ser caballeros ungidos. Al mando de la orden está el llamado «Lord Comandante», el cual es escogido por el mismo rey, y, aparte de liderar a la Guardia Real, también forma parte del Consejo Privado del rey.
A lo largo de la historia de la dinastía Targaryen hubo momentos en que la Guardia Real jugó un papel destacado; Ser Criston Cole, Lord Comandante de la Guardia Real, hizo estallar la Danza de los Dragones cuando coronó como rey a Aegon II en contraposición a su hermanastra Rhaenyra, la cual había sido designada heredera por su padre; posiblemente, el más destacado y famoso miembro de su historia fuera Aemon Targaryen, apodado «El Caballero Dragón», y que sirvió a cuatro reyes distintos antes de morir defendiendo al rey Aegon IV el Indigno de una conjura.
Durante la Guerra del Usurpador, la Guardia Real permaneció leal al rey Aerys II y cinco de sus siete miembros murieron durante el conflicto. Jaime Lannister, miembro de la Guardia, asesinó al rey Aerys mientras se producía el saqueo de Desembarco del Rey, terminando con la dinastía de los Targaryen. El nuevo rey, Robert Baratheon, decidió mantener el cuerpo de la Guardia Real, nombrando como su Lord Comandante a Ser Barristan Selmy, uno de los dos supervivientes de la Guardia, y perdonó a Jaime, manteniéndolo en su posición. Por entonces, todos coincidían en que la Guardia Real era una sombra de lo que había sido antaño, debido a la escasa honorabilidad de algunos de sus miembros y la falta de seguimiento de las tradiciones ancestrales.

## Juramento y equipamiento
El nuevo hermano juramentado pronuncia sus votos frente a un altar de la Fe de los Siete y recibe la capa blanca de su nueva orden de manos del rey, de la Mano del Rey o del Lord Comandante. Todos los miembros que ingresan en la Guardia Real realizan el mismo juramento: defender la vida del rey hasta las últimas consecuencias, proteger y salvaguardar su honor, guardar y no revelar sus secretos, y en definitiva, sirviéndole en cualquier tarea que el rey precise. También renuncian a sus pasados títulos (exceptuando el de ser que los acredita como caballeros) y a recibirlos, a tierras, posesiones materiales, y a tomar esposa y engendrar hijos.
Los miembros de la Guardia Real visten impecables armaduras blancas o plateadas de escamas con una capa blanca que es el símbolo de su pertenencia a la orden. Sólo los miembros de la Guardia Real poseen el derecho a llevar un escudo totalmente blanco.
La Guardia Real posee una descripción detallada de su historia desde su fundación en el llamado Libro Blanco, donde los Lord Comandante de turno escriben la historia, méritos y hazañas de los miembros de la orden.

## Miembros

### Miembros actuales
- Balon Swann: Introducido por Joffrey Baratheon tras la muerte de Ser Preston Greenfield. Se halla en Dorne como espada juramentada de la princesa Myrcella Baratheon tras la muerte de Ser Arys Oakheart.

- Boros Blount: Introducido por Robert Baratheon. La reina Cersei Lannister lo despojó de su capa por cobardía, aunque fue readmitido por Tywin Lannister.

- Jaime Lannister: Introducido por Aerys II Targaryen, Jaime asesinó a Aerys durante el saqueo de Desembarco del Rey. El nuevo rey Robert Baratheon lo mantuvo en la Guardia. Fue nombrado Lord Comandante por el rey Joffrey Baratheon.

- Loras Tyrell: Introducido por Joffrey Baratheon en recompensa por su valentía durante la Batalla del Aguasnegras. Actualmente se halla gravemente herido tras haber participado en la toma de Rocadragón.

- Meryn Trant: Introducido por Robert Baratheon.

- Osmund Kettleblack: Introducido por Joffrey Baratheon, por orden de la reina Cersei, en reemplazo de Ser Boros Blount. Actualmente se halla en prisión acusado de mantener relaciones íntimas con la reina.

- Robert Strong: Introducido por Tommen Baratheon tras la muerte de Ser Arys Oakheart. Su identidad y aspecto son un misterio.

### Miembros recientes
- Arys Oakheart: Introducido por Robert Baratheon. Ser Arys marchó con la princesa Myrcella Baratheon a Dorne cómo su espada juramentada. Murió participando en una conspiración fallida dirigida por Arianne Martell.

- Barristan Selmy: Introducido durante el reinado de Jaehaerys II Targaryen. Fue nombrado Lord Comandante por Robert Baratheon. Fue destituido por Joffrey Baratheon, siendo el primer Guardia Real revocado por ancianidad.

- Mandon Moore: Introducido por Robert Baratheon. Murió durante la Batalla del Aguasnegras a manos de Podrick Payne cuando trató de asesinar a Tyrion Lannister.

- Preston Greenfield: Introducido por Robert Baratheon. Murió durante la Revuelta de Desembarco del Rey, a manos de la multitud, cuando trataba de ayudar al Septón Supremo.

- Sandor Clegane: Introducido por Joffrey Baratheon y el primero en ingresar en la Guardia sin ser caballero ungido. Desertó durante la Batalla del Aguasnegras. Se presume que murió en las Tierras de los Ríos.

### Miembros históricos
- Addison Colina: apodado El Bastardo del Maizal, fue Guardia durante el reinado de Aegon el Conquistador. Llegó a ser Lord Comandante de la Guardia.

- Aemon Targaryen: apodado El Caballero Dragón, sirvió durante los reinados de Aegon III, Daeron I, Baelor I, Viserys II y Aegon IV. Falleció salvando al propio Aegon de un intento de asesinato.

- Amaury Peake: sobrino de la Mano del Rey, Lord Unwin Peake, fue introducido en la Guardia de Aegon III por orden de la Mano del Rey. Falleció durante un complot contra la familia Rogare.

- Arryk Cargyll: hermano gemelo de Erryk, también miembro de la Guardia. Durante la Danza de los Dragones se unió a los Verdes y falleció combatiendo a su propio hermano, quien también murió.

- Arthur Dayne:  portador del mandoble Albor, fue apodado La Espada del Amanecer. Fue considerado uno de los mejores guerreros de su tiempo. Falleció durante la Rebelión de Robert, en la Confrontación de la Torre de la Alegría.

- Corlys Velaryon: primer Lord Comandante de la Guardia durante el reinado de Aegon el Conquistador.

- Criston Cole: apodado El Hacedor de Reyes, fue introducido por Viserys I. Se afirmó que fue amante de Rhaenyra Targaryen. Apoyó al bando de los Verdes y fue Mano del Rey de Aegon II, falleciendo en la Danza de los Dragones.

- Davos Darklyn: Guardia del rey Maegor el Cruel, falleció combatiendo a Aegon el Sincoronar en la Batalla Bajo el Ojo de Dioses.

- Donnel de Valle Oscuro: Guardia en tiempos de Daeron II, hace aparición en la novela corta El caballero errante y participa en el Juicio de Siete en el bando del príncipe Aerion Targaryen.

- Duncan el Alto: introducido por Aegon V, Duncan había sido caballero errante y compañero de aventuras en la juventud del propio Aegon. Llegó a ser Lord Comandante y falleció en la Tragedia de Refugio Estival, junto al rey Aegon y el príncipe Duncan.

- Erryk Cargyll: hermano gemelo de Arryk, también miembro de la Guardia. Durante la Danza de los Dragones se unió a los Negros y falleció combatiendo a su propio hermano, quien también murió.

- Gerold Hightower: apodado Toro Blanco, fue Guardia durante los reinados de Jaehaerys II y Aerys II. Llegó a ser Lord Comandante y murió durante la Rebelión de Robert, en la Confrontación de la Torre de la Alegría.

- Gwayne Corbray: Guardia durante el reinado de Daeron II, fue portador de la espada Dama Desesperada. Combatió en la Rebelión Fuegoscuro donde fue derrotado por Daemon Fuegoscuro.

- Gwayne Gaunt: Guardia de Aerys II, falleció durante la Resistencia de Valle Oscuro cuando el rey fue capturado.

- Gyles Belgrave: Guardia de Aegon II, fue ejecutado por Cregan Stark, brevemente Mano del Rey de Aegon III, acusado de conspirar para matar a Aegon II.

- Gyles Morrigen: fue el primer Guardia Real de Jaehaerys I, el cual lo introdujo después de observar su habilidad. Posteriormente fue Lord Comandante.

- Harrold Langward: Guardia del rey Maegor el Cruel, cuando Jaehaerys I fue coronado ofreció a todos los Guardias ir al Muro o la ejecución; Ser Langward escogió un juicio por combate y cayó a manos de Ser Gyles Morrigen.

- Harrold Westerling: Guardia durante el reinado de Viserys I, llegó a ser Lord Comandante. Tras su muerte fue reemplazado por Ser Ryam Redwyne.

- Humfrey el Titiritero: un caballero errante que fue introducido en la Guardia por Aegon el Conquistador.

- Joffrey Doggett: antiguo miembro de la Fe Militante que combatió al rey Maegor el Cruel, pero se unió a la Guardia por petición expresa del propio rey Jaehaerys I.

- Joffrey Staunton: Guardia en tiempos del rey Aegon III y, posiblemente, de Aegon IV.

- Jonothor Darry: Guardia durante el reinado de Aerys II. Falleció durante la Batalla del Tridente, en la Rebelión de Robert.

- Lewyn Martell: Príncipe de Dorne y Guardia durante el reinado de Aerys II. Falleció en la Batalla del Tridente, durante la Rebelión de Robert.

- Lucamore Strong: conocido como El Lujurioso, fue introducido por Jaehaerys I. Se hizo famoso al descubrirse que tuvo 16 hijos con varias mujeres. Al enterarse, el rey lo hizo castrar y lo envió al Muro para unirse a la Guardia de la Noche.

- Maladon Moore: Guardia del rey Maegor I, fue ejecutado por participar en la muerte de las reinas Tyanna y Ceryse Hightower.

- Marston Mares: Guardia durante los reinados de Aegon II y Aegon III. Fue Mano del Rey de Aegon III durante el Consejo de Regencia, muriendo a manos de su hermano juramentado Mervyn Flores.

- Mervyn Flores: Guardia durante el reinado de Aegon III, fue medio-hermano de Lord Unwin Peake. Fue sospechoso de asesinar a la princesa Jaehaera Targaryen y asesinó a su hermano juramentado, Marston Mares.

- Olyvar Oakheart: apodado Roble Verde, fue Guardia durante el reinado de Daeron I. Falleció junto al propio Daeron durante la Conquista y Rebelión de Dorne.

- Oswell Whent: Guardia durante el reinado de Aerys II. Fue amigo cercano del príncipe Rhaegar Targaryen y murió durante la Rebelión de Robert, en la Confrontación de la Torre de la Alegría.

- Owen Bush: Guardia del rey Maegor I, se rumoreaba que acabó accidentalmente con la vida de la reina Ceryse Hightower y participó en la de la reina Tyanna. Fue hallado muerto a las afueras de un burdel poco antes de la del propio rey Maegor.

- Pate la Perdiz: fue introducido tras ganar la «Guerra por las Capas Blancas» en tiempos de Jaehaerys I. Algunos cuestionaron que fuese caballero, sin embargo, debido a la destreza mostrada fue nombrado como tal para disipar dudas.

- Raymont Baratheon: apodado Rompetormentas, fue Guardia durante el reinado de Aenys I. Evitó el asesinato del rey a manos de la Fe Militante.

- Raymund Mallery: Guardia del rey Maegor, desertó de su lado y fue enviado al Muro por Jaehaerys I. Allí, se rebeló contra la Guardia junto a su excompañero Olyver Bracken y huyeron más allá del Muro, donde fallecieron a manos de los Salvajes.

- Regis Groves: ascendido a la Guardia por Aegon III, acudió a Harrenhal a reclamar el bastión para el nuevo rey, sin embargo, falleció debido a la saeta de una ballesta disparada por un soldado de Alys Ríos.

- Reynard Ruskyn: Guardia en tiempos de Aegon III, llegó a ser Lord Comandante tras la muerte de Marston Mares.

- Rickard Thorne: Guardia durante el reinado de Viserys I y Aegon II. Se unió a los Verdes durante la Danza. Falleció en Puenteamargo, a manos de la multitud, cuando escoltaba al príncipe Maelor, el cual también murió.

- Robin Darklyn: conocido como Robin el Negro, fue uno de los primeros Guardias introducidos por el rey Aegon I el Conquistador en el año 10 DC.

- Robin Massey: Guardia en tiempos de Aegon III, fue introducido en la Guardia, y, poco después, estuvo a punto de ser ascendido a Lord Comandante de no ser por la oposición de Lord Unwin Peake. Falleció a manos de un mercenario debido a una disputa.

- Roland Crakehall: Guardia durante los reinados de Daeron II y Aerys I. Ayudó a sofocar la Segunda Rebelión Fuegoscuro.

- Ryam Redwyne: Guardia durante los reinados de Jaehaerys I y Viserys I, Ser Ryam fue promovido a Lord Comandante y ganó fama como uno de los mejores espadachines de su tiempo. Después sería Mano del Rey, con escaso éxito.

- Samgood de Colinamarga: Guardia en tiempos de Jaehaerys I, obtuvo su capa al ganar la denominada «Guerra de las Capas Blancas». Era reconocido como un guerrero feroz a pesar de ser de avanzada edad.

- Steffon Darklyn: Guardia durante el reinado de Viserys I. Se unió a los Negros, llevándole a Rhaenyra Targaryen la corona de su padre y siendo nombrado Lord Comandante de su Guardia. Falleció tratando de domar al dragón Bruma.

- Terrence Toyne: Guardia durante el reinado de Aegon IV, mantuvo una relación clandestina con una de las amantes del rey. Cuando éste se enteró, ordenó descuartizarlo frente a los ojos de su amante.

- Victor el Valiente: Guardia en tiempos de Jaehaerys I, fue introducido durante la «Guerra de las Capas Blancas». Falleció durante la Epidemia de los Escalofríos.

- Willam la Avispa: Guardia de Jaehaerys I tras ser uno de los campeones de la «Guerra de las Capas Blancas». Falleció en una escaramuza en la ciudad de Pentos cuando acudía como enviado del rey.

- Willem Wylde: Guardia durante el reinado de Daeron II. Combatió en la Rebelión Fuegoscuro y participó en el Torneo de Vado Ceniza.

- Willis Fell: Guardia con Viserys I, Aegon II y Aegon III, se mantuvo leal a los Verdes y sobrevivió a la Danza de los Dragones. Fue nombrado Lord Comandante de la Guardia de Aegon III y falleció debido a unas fiebres.

- Datos: Q13634866